# Anse Vinty
Anse Vinty est une plage de sable ocre située au sud de Sainte-Rose, en Guadeloupe.

## Description
Anse Vinty, plage s'étendant sur 626 m se situe au sud de Sainte-Rose après la plage des Amandiers entre la pointe à Latanier et la pointe Nogent. Facilement accessible mais discrète, elle est peu fréquentée sauf par les familles locales qui apprécient l'espace qu'elle offre pour les bivouacs et les pique-niques.

## Histoire
Des fouilles archéologiques à Anse Vinty ont montré l'ancienneté de l'habitat précolombien dans cette partie de la Guadeloupe.
Des sauveteurs-secouristes y ont été formés en 2020.

## Galerie

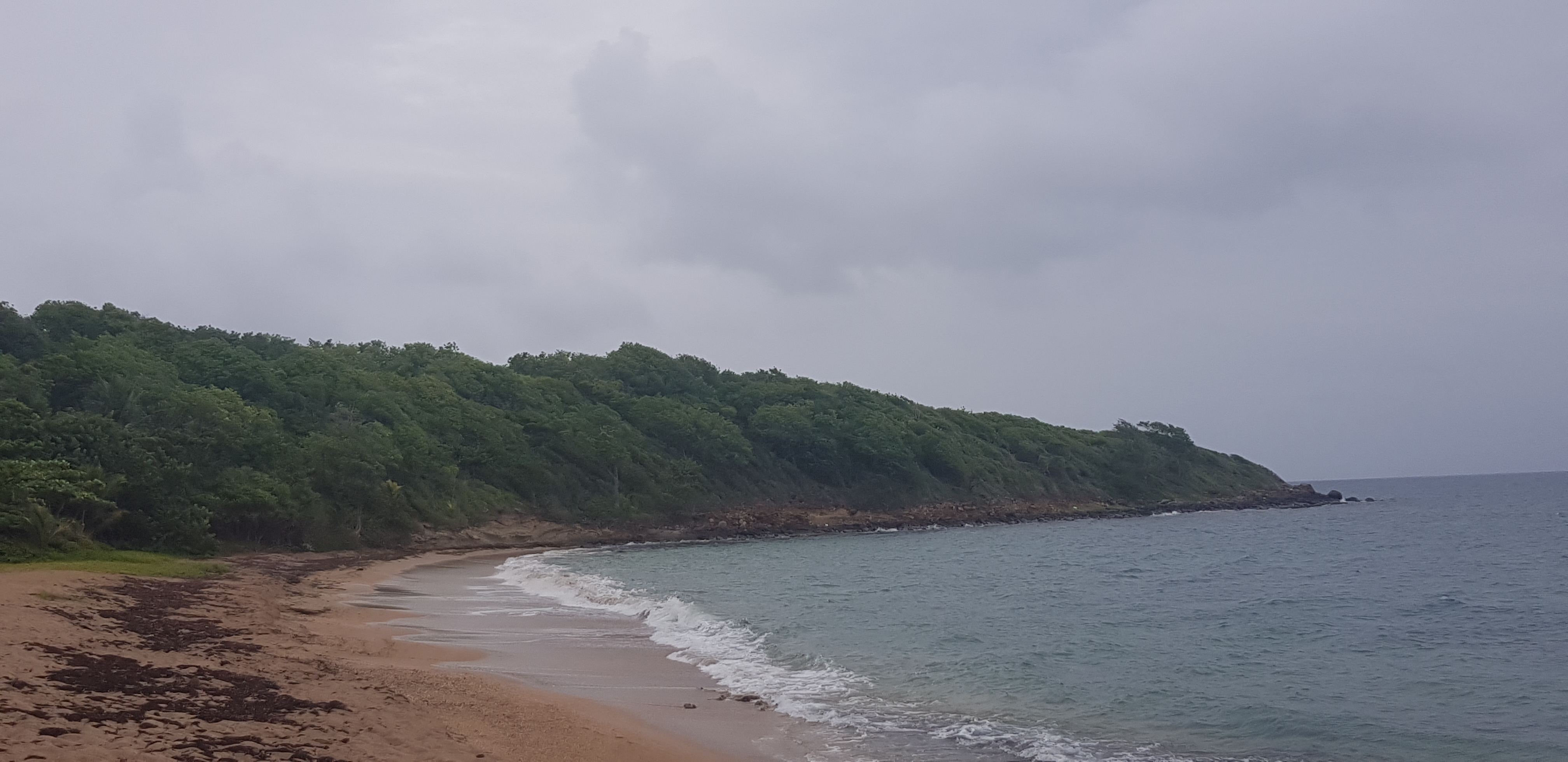
La Pointe à Latanier
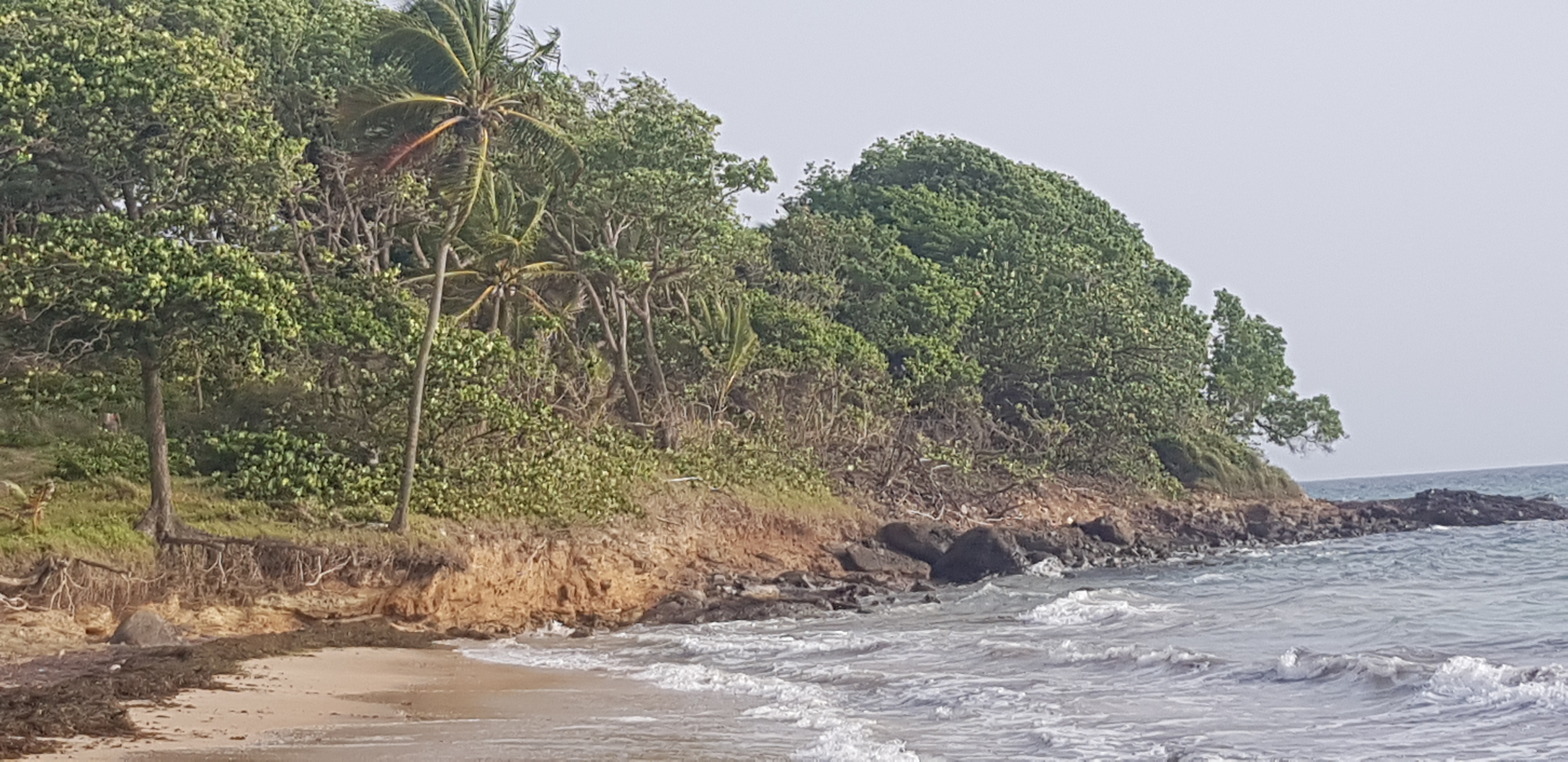
La Pointe Nogent